# 陆营镇
陆营镇，是中华人民共和国河南省南阳市卧龙区下辖的一个乡镇级行政单位。

## 名人
- 明朝户部尚书王鸿儒、山东右布政使司王鸿渐之墓，也称“两夫子”墓。
- 方九功：明朝南京吏部右侍郎。
- 黄炳新：当代“试飞英雄”。
- 痖弦：著名台湾诗人。

## 行政区划
陆营镇下辖以下地区：
陆营村、冢头东村、冢头西村、水寨村、华庄村、双庙村、杨庄营村、张李庄村、大西营村、陶王庄村、黄营村、徐营村、王宅村、桂营村、吕西村、乔营村、党沟村、前田荒村、后田荒村、马营村、平络村、朱屯村、下范营村和东岳庙村。